# Angelina Fisher
Angelina Fisher (2004) è una giocatrice di football americano britannica, che gioca come quarterback per le London Warriors..

## Palmarès
- 1 NWFL Championship (London Warriors: 2022)